# Ferringbygningen
Ferringbygningen er et domicil i Ørestad City på Vestamager i København, beliggende ved Ørestad Station. Den blev åbnet for de ansatte den 1. januar 2002 og officielt indviet torsdag den 21. marts 2002 af videnskabsminister Helge Sander og bygningens designer, arkitekten Henning Larsen fra Henning Larsens Tegnestue. som et af de første erhvervsbyggerier i Ørestad.
Den vestlige del af grunden består af et højhus primært bygget af stål og glas på 81 meter og 20 etager, der gør det til den højeste bygning i Danmark med stål som den bærende konstruktion. Højhuset indeholder åbne kontorer til 300-350 ansatte i alt og fælles faciliteter. Bygningens hovedindgang vender mod pladsen foran metro-stationen. En glas-væg, der adskiller pladsen og forhalen giver illusionen af, at pladsen fortsætter ind i bygningens receptionsområde. Højhastighedselevatorer og en trappe giver både adgang til parkeringspladser under jorden og servicerer kontorhøjhuset, som indeholder motionscenter til medarbejdere, et gæstecafeteria på 19. etage, mindre møderum og en større terrasse på taget.
Den østlige del af bygningen består af en lav del på tre etager indeholdende laboratorier til godt 80 ansatte. Alle tre etager er opbygget omkring en central korridor, som leder fra elevatorfoyeren i højhuset til to fløje, som huser mindre laboratorier. Midt imellem er indrettet haveanlæg.
Henning Larsens design kombinerer lys og refleksion med en maskulin geometrisk bygning og arkitekten udtalte i forbindelse med åbningen: We believe it demonstrates how traditional values of Danish architecture such as simplicity, purity and functionality can be maintained and developed in a contemporary and sophisticated formal way. Da fagbladet Byggeri i 2002 for 6. år i træk udskrev konkurrencen "Udvalgte byggerier" blev Ferring kåret som vinder i kategorien "erhverv" som Årets Bygning 2002 for sit unikke og visionære bidrag til den københavnske skyline.